# Olol Dinle

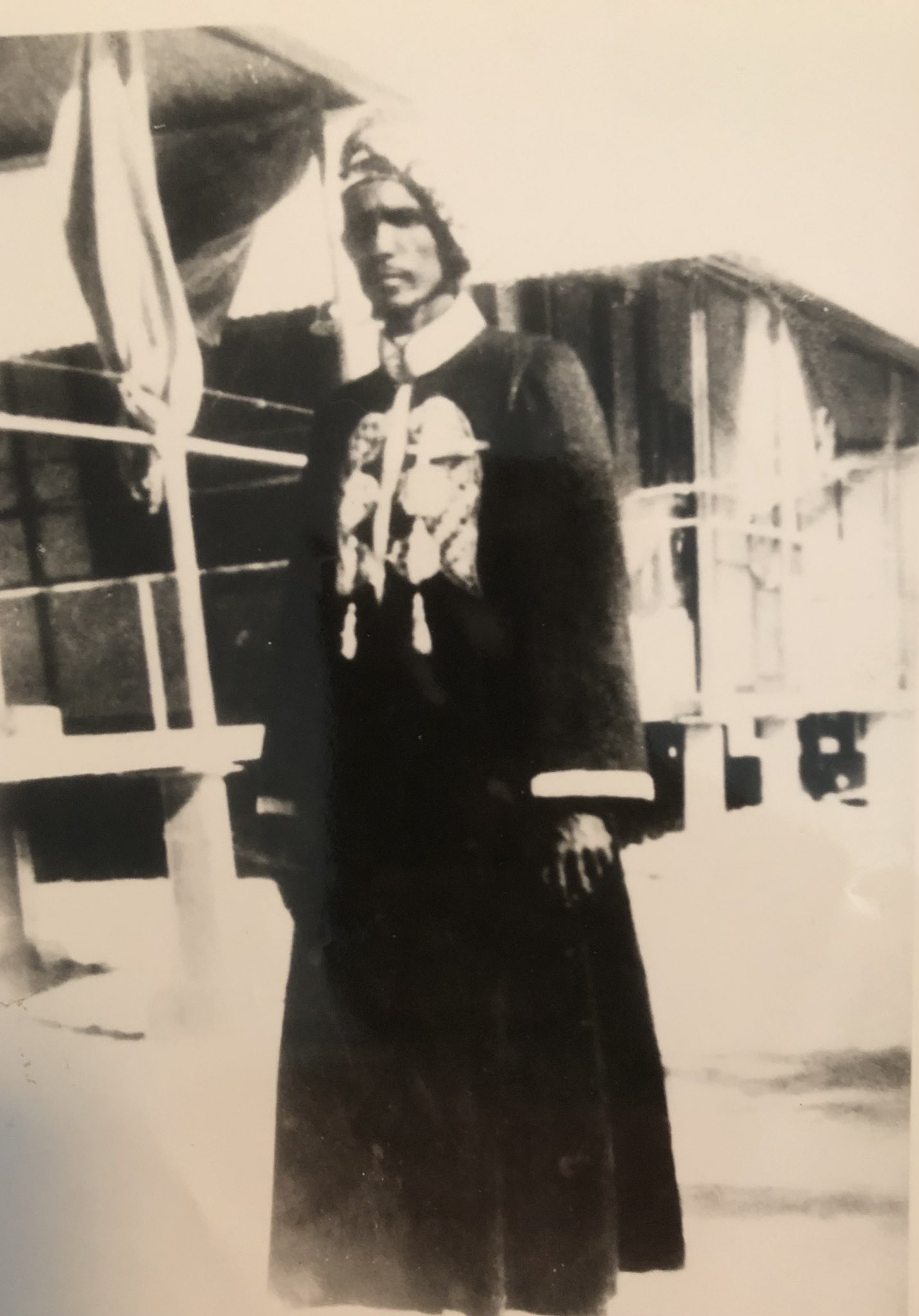
Olol Dinle en visite à Mogadishu, 1938.

Sultan Olol Dinle (en langue somali : Suldaan Olol Diinle) (date de naissance inconnue, mort dans les années 1960 (?) à Addis-Abeba) était un sultan somalien. Il régna sur la ville de Kelafo à la tête du clan des majertaine. Il fit successivement allégeance au royaume d'Italie dans les années 1920 et fut nommé sultan de Sciavelli (en français du Chébéli) au début des années 1930.

## Contexte
Le clan Ajuran, sous la dynastie Garen (en), avait déjà régné sur un puissant imamat dans la région éthiopienne de l'Ogaden centrée sur Kelafo. Dans le cadre des accords de paix entre l'Éthiopie et l'Italie, en 1896, l'Ogaden fut attribué à l'Éthiopie.
L'empire Garen s'était effondré au XVIe siècle, et un lent déclin sur plusieurs siècles s'en était suivi, menant à la disparition de l'état Ajuran au XVIIIe siècle et à la fin d'un pouvoir central fort chez les Ajurans.  Leurs tribus s'en furent vivre dans les espaces inhabités d'Éthiopie, de Somalie et du Kenya, où elles vivent toujours.
Selon certaines traditions Ajuranes, Olol Dinle descendait directement de la dynastie Garen. Son frère aîné, Dirie Dinle Muhumud Naib, le précédent sultan, avait été abattu par un de ses fidèle, au cours d'une embuscade lors d'un coup d'État, en 1919. Olol Dinle fut désigné pour lui succéder en Ogaden. Au tournant du XXe siècle, il établit un nouveau sultanat Ajuran autour du cours supérieur de l'oued Chébéli, centré sur la ville de Kelafo, la capitale traditionnelle.
Olol Dinle et son sultanat furent partie prenante des affaires politiques locales de l'époque, et s'alignèrent sur les autorités coloniales italiennes. En 1915, et en concertation avec le sultan Ali Yusuf Kenadid d'Hobyo et le gouvernement italien du Somaliland, Dinle tenta de déloger les forces de Sayyid Mohammed Abdullah Hassan, qui avaient conquis le territoire proche de Beledweyne dans leur progression rapide vers le sud.

## Conflit avec l'Éthiopie
L'expansion du contrôle éthiopien loin à l'intérieur de l'Ogaden, conduisit à la capture de Kelafo. Cette situation ne laissa à Dinle qu'une petite bande de territoire du côté éthiopien de la frontière, entre Ferfer et Kelafo. Cette petite parcelle de terre le long du Chébéli, était cependant stratégique, puisque toute tentative d'invasion de l'Éthiopie depuis le centre ou le sud du Somaliland devrait traverser cette zone. Le sultan Orfa avait été affecté à la défense de Kelafo, mais les attaques de Dinle étaient si efficaces que l'intervention du gouvernement éthiopien fut nécessaire pour éviter la famine le long du Chébéli.
En reconnaissance de son alliance avec l'Italie, il fut surnommé le sutan de Sciavelli, du nom italien du Chébéli, au début des années 1930. Dinle ne fut que trop heureux de recevoir l'aide de l'Italie face à l'Éthiopie, son père étant retenu dans une prison éthiopienne, et le drapeau éthiopien flottant sur la capitale ancestrale de son peuple, Kelafo.
L'Éthiopie se résolut à soutenir les raids d'Omar Samatar dans le Somaliland italien, l'ancien général du sultanat d'Hobyo poursuivant le même but qu'Olol Dinle, la réinstallation de la domination du clan des Majeerteen à Hobyo.
En 1931, le Dejazmach (« commandeur de la porte ») d'Harar, Gebremariam, à qui avait été attribué l'Ogaden, attaqua et détruisit la forteresse d'Olol Dinle à Mustahil et menaça la Résidence italienne à Beledweyne, bien que Gebremariam ait évité les affrontements armés et se soit retiré. Pour empêcher de futurs raids d'Olol Dinle, on déploya en 1933, en provenance de Djidjiga une puissante force placée sous les ordres du Balambaras (« commandeur de la forteresse ») Afawarq Walda Samayat, les effectifs de Dinle s'étant renforcés à près de 1000 cavaliers Dubat, et finissaient par représenter de sérieuses menaces pour le contrôle éthiopien de la région du Chébéli.
Durant la seconde guerre italo-éthiopienne, les forces d'Olol Dinle accompagnées des italiens de Luigi Frusci, alors colonel, envahirent l'Éthioie depuis Hiiraan, et attaquèrent les forces du Dejazmach Beine Merid à Goba. Les forces loyales à Olol Dinle poussèrent leur incursion jusqu'à 350 kilomètres à l'intérieur de l'Éthiopie, attaquant celles de Merid, et détruisant tous les villages qui soutenaient le gouvernement éthiopien.

## Mort
Olol Dinle fut apparemment exécuté durant les années 1960 à Addis-Abeba, bien que la tradition orale suggère qu'il est mort en 1978.